# 형사 (1968년 영화)
《형사》(영어: The Detective)는 미국에서 제작된 고든 더글러스 감독의 1968년 네오누아르 범죄 드라마 영화이다. 프랭크 시나트라 등이 출연하였고, 에런 로젠버그 등이 제작에 참여하였다.

## 줄거리
뉴욕시 경찰 형사 조 릴랜드는 구타당해 머리가 으스러지고 음경이 제거된 살해 피해자의 집으로 호출된다. 당황하고 혐오감을 느낀 현장 경찰들은 어리둥절해하고, 릴랜드는 그의 직접적이고 단호한 접근 방식으로 상황을 통제한다.
피해자의 동거인이 눈에 띄게 부재중이라는 사실 외에는 거의 단서가 발견되지 않는다. 그동안 피해자의 성적 취향과 개인적인 관심사에 대한 생각들이 사건에 배정된 경찰관들의 이상을 왜곡시킨다. 릴랜드는 아내 캐런과의 결혼 생활 파탄을 다루면서도 사건에 집중하려고 노력한다.
결국 피해자의 동거인은 펠릭스 테슬라로 확인되고, 릴랜드와 다른 형사는 곧 그를 추적한다. 릴랜드는 심리적으로 불안정한 테슬라를 무너뜨려 자백을 받아낸다. 이로 인해 대대적인 홍보와 릴랜드의 승진, 그리고 테슬라의 전기 의자 처형이 이루어지는데, 릴랜드는 테슬라가 미쳤다는 것이 분명하기 때문에 괴로워한다.

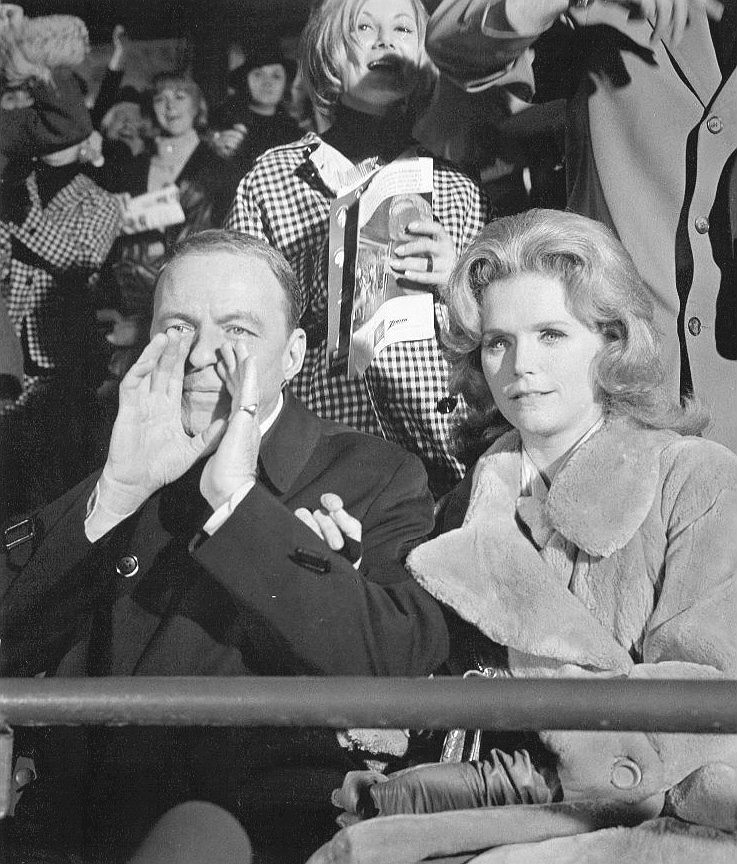
조(프랭크 시나트라)와 캐런(리 레믹)이 양키 스타디움에서 뉴욕 자이언츠 대 그린베이 패커스 경기를 시청하고 있다. 이 장면은 캐런의 청혼을 담고 있으며, 플래시백의 일부였다.

나중에, 도시 건너편에서 한 남자가 가든 스테이트 파크 경마장 그랜드스탠드 옥상에서 뛰어내려 자살한다. 이 사건은 죽은 남자의 훨씬 어린 아내인 노마 맥아이버가 릴랜드의 사무실로 찾아와 훨씬 더 복잡한 일이 관련되어 있다고 믿으며 조사를 요청하기 전까지는 눈에 띄지 않는다.
릴랜드와 파트너 데이브 쇼엔스타인은 단서를 추적한다. 정신과 의사 로버츠 박사는 죽은 콜린 맥아이버에 대해 기꺼이 밝히려는 것보다 더 많이 알고 있다. 이 치료사는 캐런 릴랜드와도 잘 알고 있는데, 그녀의 불륜은 형사의 가정 생활에 큰 부담을 주고 그의 업무를 방해하고 있다.
릴랜드는 곧 시의 특정 강력한 이해관계자들이 부동산 가치를 부풀리려는 자신들의 계획에 대해 질문하는 것을 원하지 않는다는 것을 알게 된다. 릴랜드는 맥아이버가 그 계획의 중심에 있다는 것을 발견한다. 부패하지 않는 형사는 자신의 경력과 생명을 걸고 계속해서 수사하며, 그 남자의 자살과 이전 살인 사이의 추악한 관계를 발견한다. 맥아이버는 "동성애를 내 시스템에서 제거하기 위해" 게이 클럽에 갔다가 피해자를 만났다. 맥아이버는 피해자가 자신을 동성애자로 알아볼 수 있다고 언급한 후 그를 살해했다.
맥아이버는 로버츠 박사에게 녹음된 자백을 했는데, 거기서 그는 자신의 부동산 계획에서 박사의 이름을 전면에 내세웠다고도 설명한다. 로버츠는 릴랜드에게 맥아이버의 자백을 비밀로 유지하여 형사의 직업적 명성과 자신들의 범죄가 노출되기를 원치 않는 강력한 이해관계자들을 보호해야 한다고 주장한다. 영화는 릴랜드가 진실을 밝히고, 테슬라의 부당한 처형에 대한 죄책감에서 벗어나 결과가 어떻게 되든 받아들이게 되면서 끝난다.

## 출연진
- 프랭크 시나트라
- 리 레믹
- 재클린 비싯
- 랠프 미커
- 잭 클러그먼
- 호러스 맥맨
- 로이드 보크너
- 윌리엄 윈덤
- 토니 무산테이
- 앨 프리먼 주니어
- 로버트 듀발
- 패트릭 맥베이
- 슈거 레이 로빈슨
- 러네이 테일러
- 톰 앳킨스
- 조지 플림프턴
- 조 샌토스
- 돈 펠로스 (크레디트 미기재)

## 기타 제작진
- 의상: 도널드 브룩스, 모스 메이브리